# معركة الاشعلي
معركة الاشعلي هي معركة حدثت في 5 ربيع الأول 1327 - 29 مارس 1909 بين قوات إمارة نجد بقيادة عبد العزيز آل سعود وبين زامل بن سالم بن علي السبهان حاكم حائل وانتهت المعركة بانتصار ابن سعود 

## أسباب المعركة
فتولى آل سبهان الحكم فيها باسم سعود بن عبد العزيز المتعب فلم يحترموا المعاهدة فأغاروا على إحدى القبائل التابعة لابن سعود، فهب لنجدتهم ودارت بينه وبين قوات آل رشيد معركة انتصر فيها ابن سعود انتصارًا مبينًا

## المعركة
أن الملك عبدالعزيز آل سعود هاجم فيها بجيشه على زامل بن سالم بن علي السبهان وجيش ابن رشيد مما أجبره على الانسحاب بعد أن 
خسر بعض معداته وخيله في المعركة التي دارت بينهما، ثم وقعت هدنة بين الطرفين فرضتها قلة الامطار، فسببت ضيقا اقتصاديا شديدا، وكان الخاتمة النصر لأبن سعود وغنم رجاله الكثير من ألابل